# Manuel Pinto da Fonseca

La bandera de Qormi.

Manuel Pinto da Fonseca (1681 - 1773) fou el 68è Gran Mestre de l'Orde de Malta entre 1741 i 1773. Era un noble d'origen portuguès, fill de Miguel Álvaro Pinto da Fonseca Alcaide-Mór de Ranhados, casat amb Ana Pinto Teixeira
Va ser elegit el 18 de gener de 1741 i el 25 de maig de 1743 va donar el seu nom a la ciutat de Qormi, esdevenint així Città Pinto. El 1749 un membre de la seva guàrdia personal, Cassar, va rebre una proposta ideada per Pasha Mustafa per revoltar-se juntament amb els esclaus musulmans. La revolta va fracassar perquè Cassar va dir-ho al seu mestre i aquest esdeveniment se celebrava cada 29 de juny. Pinto va crear diversos títols nobiliaris per recomenpensar als nobles de Malta i guanyar reputació amb taxes sobre aquest títols, que li van servir per completar diferents edificis de l'illa, com l'Alberg de Castella, que havia estat començat el 1574 i que va completar amb el seu bust i les seves armes a la façana. Avui dia, aquest edifici és seu del primer ministre maltès. Va fer moltes donacions a l'església conventual, l'actual cocatedral de Sant Joan i també va reforçar la marina de l'orde. També durant el seu mandat va explusar els jesuïtes de l'illa.
Era amic de l'aquimista Cagliostro.
En el seu escut s'hi troben cinc llunes creixents que simbolitzen una victòria amb un combat contra cinc turcs. La ciutat de Qormi va adoptar aquest escut com a propi, així com el de la família Pinto da Fonseca.
Pinto da Fonseca va tenir un fill natural amb Rosenda Paulichi, filla d'Alberigo Paulichi i de Patronilla Ramuzetta, de nom Jose António Pinto da Fonseca e Vilhena, que es va casar amb la seva cosina Maria Inácia Pinto da Fonseca de Sousa Teixeira e Vilhena, filla també natural de Francisco Vaz Pinto, oncle seu, i de Clara Cerqueira.